# Suillia lineitergum
Suillia lineitergum är en tvåvingeart som först beskrevs av Louis Pandellé 1901.  
Suillia lineitergum ingår i släktet Suillia och familjen myllflugor. Arten har ej påträffats i Sverige. Inga underarter finns listade i Catalogue of Life.